# Tegostoma florilegaria
Tegostoma florilegaria là một loài bướm đêm trong họ Crambidae.